# Litespeed F3

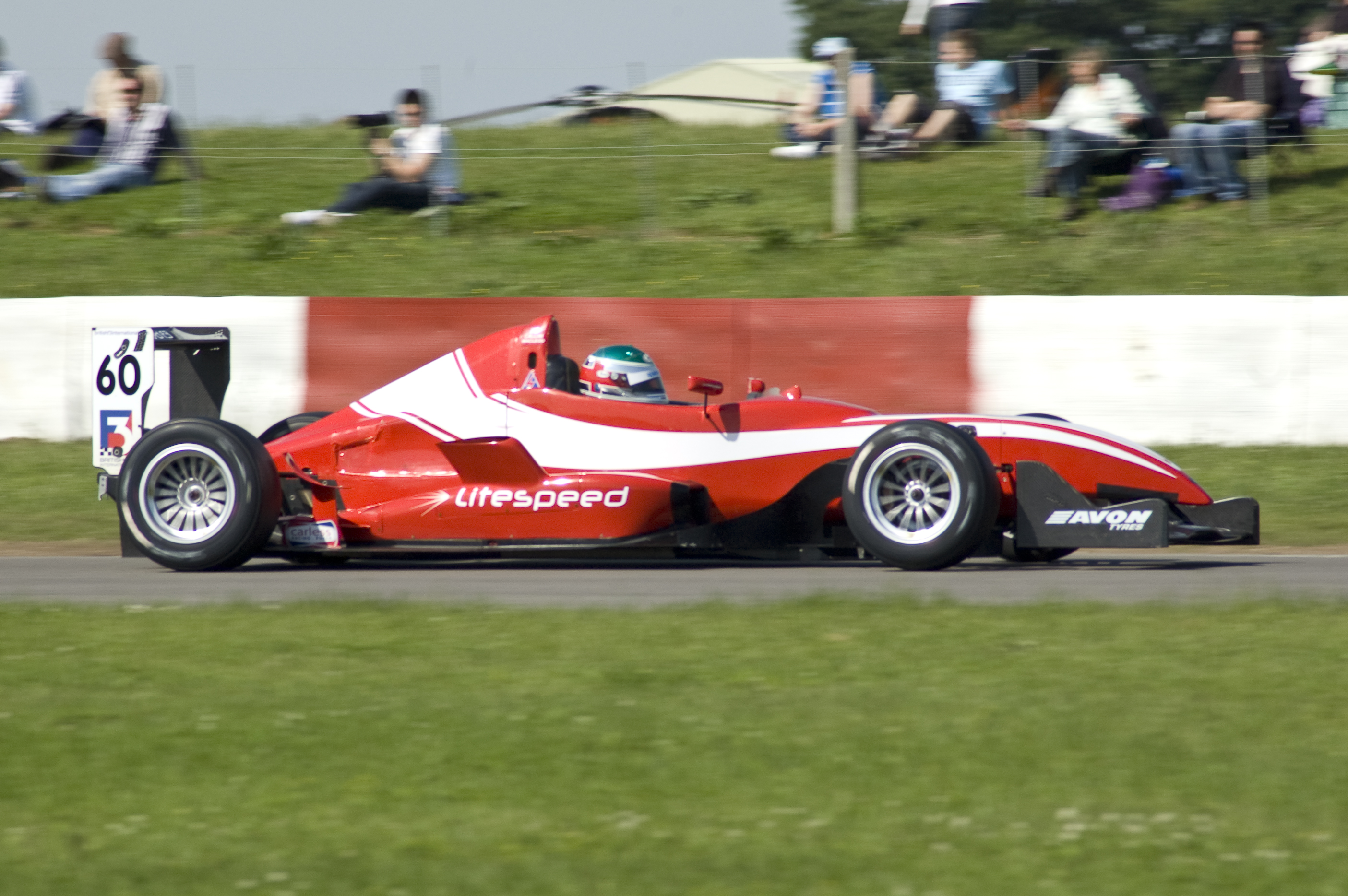
Callum MacLeod em Snetterton, 2008.

Litespeed F3 é uma equipe de Fórmula 3 inglesa.